# جامعه اطلاعاتی
هدف جامعهٔ اطلاعاتی این است که به وسیله فناوری اطلاعات مزیت رقابتی در سطح جهانی به دست آورد. یک جامعه اطلاعاتی یک جامعه است که تولید، توزیع، مصرف، تجمیع و مدیریت اطلاعات یک امر مهم اقتصادی، سیاسی و فرهنگی تلقی می‌شود. مردمی که لوازم موجود برای ایفای نقش در چنین جامعه‌ای را دارند را شهروندان دیجیتال گویند. این شاخص یکی از معیارهایی است که ورود ما را به فاز جدیدی از جوامع نشان می‌دهد. جامعهٔ اطلاعاتی مرحله بعد از جامعه صنعتی است.

## تعریف
تعریف دقیق جهانی که مورد قبول همه باشد از جامعه اطلاعاتی وجود ندارد. اکثر نظریه پردازان بر این نکته توافق دارند که جامعه اطلاعاتی حاصل تغییراتی است که از دهه ۱۹۷۰ شروع شد و امروزه طرز کار جوامع را از بنیاد متحول کرده‌است. برخی افراد نظیر آنتونیو نگری جامعه اطلاعاتی را جامعه‌ای توصیف کرده‌اند که مردم آن کار غیرمادی انجام می‌دهند که به تولید دانش و فرهنگ اشاره دارد. مشکلی که این تعریف دارد این است که پایه‌های مادی و صنعتی جامعه را ندیده می‌گیرد. هر چند که این مدل به مسئله کارگران اشاره می‌کند و این که چه مقدار نیروهای خلاق جامعه نیاز دارد. برای مثال هم‌اکنون در صنعت نشر رایج شده‌است که یک ناشر تنها کتاب‌های مؤلفین پرطرفدارش را چاپ کند و مؤلفین خرد را رها کند. با این تفاسیر جامعه ژاپن بهترین نمونه برای یک جامعه اطلاعاتی است.
جامعه اطلاعاتی جامعه‌ای است که در آن کیفیت زندگی، گستره گوناگونی اجتماعی و توسعه اقتصادی و به‌طور روزافزون به اطلاعات و بهره‌وری از آن متکی باشد جامعه اطلاعاتی می‌گویند.

## توسعه مدل جامعه اطلاعاتی
یکی از اولین افرادی که مفهوم جامعه اطلاعاتی را بسط داد اقتصاددان فریتز ماچلاپ بود. وی در سال ۱۹۳۱ تحقیقات خود را در این زمینه شروع کرد. کار او در سال ۱۹۶۲ با انتشار کتاب «تولید و توزیع دانش در ایالات متحده» به اوج رسید. این کتاب به سرعت به ژاپنی و روسی ترجمه شد و ژاپنی‌ها تأثیر بسیاری از آن پذیرفتند.
مسله فناوری‌ها و نقش آن‌ها در جوامع معاصر در ادبیات علمی تحت عناوین مختلفی مورد بحث قرار گرفته‌است. ایده‌های دانش یا اقتصاد اطلاعات، جامعه پسا صنعتی، جامعه پست مدرن، جامعه شبکه‌ای، انقلاب اطلاعات، سرمایه داری اطلاعاتی، سرمایه داری شبکه‌ای و مواردی این چنینی طی دهه‌های اخیر به تفصیل مورد بررسی واقع شده‌است.
ماچلاپ مفهوم صنعت دانش را در سال ۱۹۶۲ معرفی کرد. او پنج بخش دانش را تفکیک کرد:آموزش، تحقیقات و توسعه، رسانه‌های جمعی، فناوری‌های اطلاعات و خدمات اطلاعاتی. بر اساس این تقسیم‌بندی او محاسبه کرد که ۲۹٪ تولید ناخالص ملی آمریکا در سال ۱۹۵۹ در صنایع دانشی تولید شده‌است.
پیتر دراکر این بحث را آغاز کرد که‌گذاری از اقتصاد مبتنی بر کالاهای مادی به اقتصاد مبتنی بر دانش در حال جریان است.
برای دنیل بل تعداد کارمندانی که در بخش تولید و خدمات اطلاعاتی شاغل هستند یک فاکتور برای تشخیص یک جامعه اطلاعاتی است.
ژان فرانسوا لیوتارد گفت که اطلاعات نیروی اصلی تولید در دهه‌های اخیر شده‌است و دانش به شکل یک کالا درآمده‌است. او افزود که جوامع پساصنعتی دانش را در دسترس عوام قرار می‌دهند زیرا اطلاعات و فناوری‌ها در جامعه گسترش می‌یابد و روایت بزرگ ساختارها و گروه‌های تمرکزیافته را می‌شکند. او این شاخصه را ویژگی جامعه پست مدرن می‌دانست.
ردوان ریچا معتقد بود که جامعه به یک تمدن علمی بر پایه خدمات، آموزش و فعالیت‌های خلاقانه در حال تغییر شکل است. این دگردیسی حاصل پیشرفت و نفوذ فناوری‌های نوین به ویژه فناوری‌های رایانه‌ای است.
در سال‌های اخیر مفهموم جامعه شبکه‌ای اهمیت ویژه‌ای در نظریه جامعه اطلاعاتی پیدا کرده‌است. منطق شبکه‌ای در کنار اطلاعات، توسعه، انعطاف‌پذیری و یک پارچگی یکی از ستون‌های اصلی پارادایم فناوری اطلاعات است. بخش‌های مختلف یک جامعه در عصر اطلاعات در بستر شبکه به یکدیگر متصل می‌شوند. به عبارت دیگر شبکه‌های همچون شبکه عصبی پیکره جامعه اطلاعاتی می‌باشند.
انتقاد اصلی که از سوی فرهیختگان بر مفهوم جامعه اطلاعاتی وارد شده‌است این است که این گونه تعاریف این تصور را می‌تواند در پی داشته باشد که ما کلاً وارد نوع جدیدی از جامعه شده‌ایم. فرانک وبستر می‌گوید اگر تنها ما با اطلاعات بیشتری طرف هستیم چرا باید کسی بگوید که جامعه‌ای داریم که تا پیش از این در تاریخ بی‌سابقه بوده‌است. به همین خاطر اندیشمندان انتقادی عناوین دیگری را به جای جامعه اطلاعاتی پیشنهاد داده‌اند مثل:

## طبیعت دوم و سوم
جامعهٔ اطّلاعاتی وسایل انتقال اطلاعات از یک نقطه به نقطه دیگر است. همان‌طور که فناوری به مرور زمان پیشرفت کرده راه‌های به اشتراک گذاشتن اطّلاعات با دیگران نیز دستخوش تغییر و پیشرفت شده‌است.
«طبیعت دوم» به گروهی از تجربیات اشاره می‌کند که در بستر فرهنگ رخ داده‌اند. آن‌ها می‌توانند در آینده معنایی دیگر به خود بگیرند. به عنوان یک جامعه ما این کار را مدام انجام می‌دهیم به‌طوری‌که برای ما طبیعی می‌شود؛ بنابراین با پیروی از یک الگوی ساخته شده توسط فرهنگ ما می‌توانیم تشخیص دهیم که چگونه اطلاعات را از راه‌های مختلف منتقل و متحول کرده‌ایم؛ بنابراین انتقال اطلاعات از راه‌های نوین نظیر چت آنلاین به صورت عادت برای جامعه در می‌آید و آن را طبیعی تلقی می‌کند. این راه‌های جدید انتقال اطلاعات به ما کمک می‌کنند که اطلاعات را بیش از پیش منتشر کنیم.
از همین‌جا چیزی به نام «طبیعت سوم» شکل می‌گیرد. طبیعت سوم تعمیمی بر طبیعت دوم است، طبیعت سوم کنترل طبیعت دوم است. این طبیعت جایی گسترش می‌یابد که محدودیت‌های طبیعت دوم واقع است. طبیعت سوم سرعت و حجم انتشار اطلاعات را افزایش می‌دهد و از این طریق جامعه را به شکلی دیگر سامان می‌بخشد.

## استفاده‌های جامعه شناختی
در جامعه‌شناسی جامعه اطلاعاتی به گونه‌ای پست مدرن از جامعه گفته می‌شود. نظریه پردازانی نظیر اولریک بک، آنتونی گیدنز و مانوئل کاستلز این مفهوم را در دهه ۱۹۷۰ در بحبوحه انتقال جامعه صنعتی به جامعه اطلاعاتی در سطح جهانی به کار بردند.
همان گونه که نیروی بخار فناوری پشت جامعه صنعتی بود، فناوری اطلاعات نیروی محرکه پیدایش جوامع اطلاعاتی در قرن بیستم بود.

## ملاحظات مالکیت معنوی
یکی از تناقضات اصلی جامعه اطلاعاتی این است که بازتولید اطلاعات را بسیار ساده می‌سازد که مشکلات آزادی/کنترل عدیده‌ای را در ارتباط با مالکیت معنوی به همراه دارد. در نتیجه سرمایه و تجارت که نقشش تولید و فروش اطلاعات و دانش شده‌است نیازمند داشتن کنترل بر منابع اطلاعاتی جدید است که به عنوان منابع اقتصاد دیجیتال استفاده می‌شوند؛ ولی این کنترل همواره شکننده بوده‌است چرا که انواع محافظت در مقابل کپی‌ها قابل شکسته شدن و دور زدن است. همین مسئله باعث ایجاد جبهه‌ای دقیقاً در سوی مخالف نظیر جنبش متن باز و کپی لفت و امثالهم شده‌است.